# John Pritchard (direttore d'orchestra)
Sir John Pritchard (Londra, 5 febbraio 1921 – Daly City, 5 dicembre 1989) è stato un direttore d'orchestra britannico.
Egli era noto per le sue interpretazioni delle opere di Mozart e per il suo sostegno alla musica contemporanea.

## Biografia
Pritchard era nato in una famiglia di musicisti. Suo padre, Edward Albert Pritchard, era un violinista della London Symphony Orchestra. Il giovane Pritchard studiò violino, pianoforte e direzione d'orchestra in Italia.
Pritchard, per la sua obiezione di coscienza, si rifiutò di partecipare alla seconda guerra mondiale, ma era stato in ogni caso giudicato inabile per ragioni mediche. Nel 1943 diresse la semi-professionale Derby String Orchestra e fu il suo direttore principale fino al 1951. Entrato a far parte del personale musicale del Glyndebourne Festival Opera nel 1947 venne nominato maestro del coro dal 1950 al 1952. Rimase associato a Glyndebourne per la maggior parte della sua carriera, come direttore, consigliere musicale (dal 1963), direttore d'orchestra principale (1968) e direttore musicale (1969-1977). Come direttore debutta a Glyndebourne nel giugno 1951 dirigendo prima Le nozze di Figaro con la Royal Philharmonic Orchestra e Lisa Della Casa, poi Così fan tutte con Sesto Bruscantini e Sena Jurinac e Don Giovanni (opera) con Mario Petri portato anche in trasferta al King's Theatre di Edimburgo.
Al Theatre Royal di Glasgow debutta nel marzo 1950 dirigendo I pescatori di perle per la Glasgow Grand Opera Society.
Al di là di Glyndebourne, Pritchard diresse la Royal Philharmonic Orchestra, a Edimburgo nel 1952 (in sostituzione di Ernest Ansermet, che era malato). Fece il suo debutto alla Royal Opera House, Covent Garden di Londra nel 1952 dirigendo prima Un ballo in maschera, poi Die Zauberflöte con una giovane Joan Sutherland come First Lady, Norma (opera) con Giacomo Vaghi, Mirto Picchi, Maria Callas, Ebe Stignani e la Sutherland, Rigoletto con Paolo Silveri e La bohème, alla Staatsoper di Vienna dal gennaio 1952 debuttando con Rigoletto, poi Die Entführung aus dem Serail con Julius Patzak e Madama Butterfly ed apparve regolarmente con i Wiener Symphoniker (1953-1955).
Per Glyndebourne in questo periodo ha diretto Idomeneo di Mozart nel 1952 e Ariadne auf Naxos di Richard Strauss e Così fan tutte con Alda Noni nel 1953 portate in trasferta ai festival di Edimburgo del 1953 e 1954 con Lucine Amara come Ariadne e La Cenerentola di Rossini di Glyndebourne portata ad Edimburgo nel 1953 ed al Deutsche Oper Berlin, uno spettacolo descritto dal Dictionary of National Biography come un trionfo.
Sempre a Glyndebourne nel 1954 dirige Arlecchino di Ferruccio Busoni, nel 1955 La forza del destino portata a Edimburgo, nel 1956 Die Zauberflöte con Ernst Haefliger e Die Entführung aus dem Serail, nel 1957 Le Comte Ory, nel 1958 Il segreto di Susanna portato nel 1960 a Edimburgo con Mariella Adani, nel 1960 La voce umana (opera) ed Arlecchino di Busoni ad Edimburgo, nel 1961 Elegy For Young Lovers di Hans Werner Henze con Elisabeth Söderström, nel 1961 Lucia di Lammermoor ad Edimburgo con la Sutherland e Mady Mesplé in una replica, nel 1962 L'incoronazione di Poppea con Carlo Cava, nel 1963 Capriccio (Strauss), nel 1964 La pietra del paragone con la London Philharmonic Orchestra, nel 1965 Der Rosenkavalier con Montserrat Caballé ed Edith Mathis, Dido and Aeneas con Janet Baker e L'Heure espagnole, nel 1967 La bohème con Ottavio Garaventa ed Il matrimonio segreto con Margherita Rinaldi nella trasferta scandinava nel Castello di Drottningholm a Stoccolma, nel Den Norske Opera di Oslo e nel Falkoner Center di Copenaghen, nel 1968 Evgenij Onegin, nel 1969 Pelléas et Mélisande (opera) con Ileana Cotrubaș, nel 1970 Il turco in Italia con Graziella Sciutti, Paolo Montarsolo ed Ugo Benelli, nel 1971 La dama di picche (opera), nel 1972 Macbeth (opera), nel 1973 The Visit Of The Old Lady di Gottfried von Einem, nel 1974 Intermezzo di Richard Strauss e nel 1976 Falstaff (Verdi) fino al luglio 1977 con Renato Capecchi.
Ancora a Vienna nel 1953 dirige Les contes d'Hoffmann con Rita Streich, Rudolf Schock ed Erich Kunz, Aida con Gottlob Frick, Tosca (opera) e Macbeth.
Nuovamente a Londra nel 1953 dirige la prima assoluta di Gloriana di Britten, Le nozze di Figaro, Carmen (opera), Tosca e Lohengrin (opera), nel 1954 La traviata, nel 1955 la prima assoluta di The Midsummer Marriage di Michael Tippett con la Sutherland ed Oralia Domínguez, nel 1956 Il gallo d'oro, nel 1958 Turandot con Amy Shuard, nel 1960 Les Troyens con Jon Vickers e Wozzeck, nel 1962 King Priam di Tippett (dopo averne diretto la prima assoluta nella Cattedrale di Coventry), nel 1963 Don Carlo con Tito Gobbi, Boris Christoff, Grace Bumbry e Nicola Zaccaria e Manon (Massenet) con Gwyneth Jones e Renata Scotto, nel 1965 Il trittico con una giovane Margaret Price, nel 1966 Iphigénie en Tauride e Benvenuto Cellini (opera) con Nicolai Gedda, nel 1970 Lucia di Lammermoor con Beverly Sills e Giacomo Aragall, nel 1973 Don Pasquale, nel 1975 La clemenza di Tito con Robert Lloyd suonando anche il Clavicembalo portata in trasferta anche al Teatro alla Scala di Milano nel 1976 e L'elisir d'amore con José Carreras e Thomas Allen e nel 1981 Arabella (opera) con Kiri Te Kanawa ed Ingvar Wixell dirigendo fino all'aprile 1988 in 86 recite londinesi.
Dal 1955 al 1963, Pritchard è stato direttore principale della Royal Liverpool Philharmonic dove ha introdotto la musica contemporanea come Musica Viva. Il suo successo a Liverpool ha portato alla sua nomina a direttore musicale della London Philharmonic Orchestra (1962-1966). Freelance dopo aver lasciato la LPO, ha diretto concerti a Berlino, Lipsia, Dresda, Philadelphia, in Estremo Oriente, all'Opera di Buenos Aires, Chicago, San Francisco, New York, Salisburgo, Firenze e Monaco di Baviera. Nel 1973 ha diretto la London Philharmonic in Cina, la prima visita in quel Paese di un'orchestra occidentale.
Ancora a Vienna nel 1964 dirige Le nozze di Figaro con la Sciutti e Fernando Corena, Don Giovanni con Reri Grist e Die Zauberflöte con Lucia Popp e Walter Berry.
Al Festival di Salisburgo nel 1966 dirige Die Entführung aus dem Serail con i Wiener Philharmoniker, Anneliese Rothenberger e Fritz Wunderlich e nel 1989 La Cenerentola con Gino Quilico.
All'Opera di Chicago nel 1969 dirige Il barbiere di Siviglia (Rossini) con Marilyn Horne ed Ivo Vinco, nel 1975 Le nozze di Figaro con Catherine Malfitano e Florindo Andreolli, nel 1977 Idomeneo, nel 1978 Don Pasquale con Alfredo Kraus, nel 1980 Don Giovanni con Anna Tomowa-Sintow ed Un ballo in maschera con Kathleen Battle, Luciano Pavarotti e Gregory Kunde, nel 1984 Arabella con Jean Kraft e la Te Kanawa e nel 1987 Così fan tutte con Jerry Hadley.
Al Metropolitan Opera House di New York debutta nel 1971 dirigendo Così fan tutte con Rosalind Elias e Teresa Stratas, nel 1973 Il barbiere di Siviglia con Frederica von Stade, Luigi Alva ed Ezio Flagello, nel 1977 Peter Grimes con Heather Harper, nel 1978 Thaïs (opera) con Sherrill Milnes e Don Giovanni con Roberta Peters, nel 1979 Die Zauberflöte con Leona Mitchell e nel 1983 La traviata con Cornell MacNeil fino al 1984 arrivando ad 80 recite al Met.
Nuovamente ad Edimburgo torna per l'Opera di Colonia (Germania) nel 1980 dirigendo Matrimonio segreto e nel 1981 con La clemenza di Tito ed Il barbiere di Siviglia con Alva, Leo Nucci e Justino Díaz.
All'Opéra National de Paris nel 1981 dirige Peter Grimes con Jane Berbié e Gino Quilico, nel 1986 Il giro di vite (opera) e nel 1989 fino al mese di marzo Mefistofele (opera) con Samuel Ramey e la Mitchell.
Fu poi direttore principale della BBC Symphony Orchestra, (1982-1989) e direttore musicale della Colonia Opera (1978), La Monnaie, Bruxelles (1981) e la San Francisco Opera (1986). Al momento della sua morte stava preparando L'anello del Nibelungo di Wagner per San Francisco.
Pritchard è stato nominato Commendatore dell'Ordine dell'Impero Britannico nel 1962 e nominato Sir nel 1983. Il prestigioso Shakespeare Prize (Amburgo) gli è stato assegnato nel 1975.
Al Rossini Opera Festival di Pesaro nel 1988 dirige Otello (Rossini) con l'Orchestra Sinfonica della RAI di Torino, Chris Merritt, June Anderson, Giorgio Surjan e Rockwell Blake.
Morì nel 1989 a Daly City, in California negli Stati Uniti. Era omosessuale ed ha lasciato una gran parte del suo patrimonio al suo partner, Terry MacInnes.
John Pritchard era un campione di una vasta gamma di nuova musica, conducendo le prime di Gloriana di Britten e The Midsummer Marriage e King Priam di Tippett, il tutto al Covent Garden e la première inglese di Elegy for Young Lovers di Henze a Glyndebourne. Tra i classici del repertorio è stato apprezzato per le sue esecuzioni di Mozart e Richard Strauss. Le sue registrazioni comprendono Idomeneo, L'incoronazione di Poppea, Falstaff, Macbeth, Hänsel e Gretel, L'elisir d'amore (con Plácido Domingo), Il segreto di Susanna (con la Scotto e Renato Bruson), Lucia di Lammermoor e La traviata (con Joan Sutherland).

## Discografia
- Donizetti, Lucia di Lammermoor - Pritchard/Sutherland/Siepi, 1961 Decca
- Donizetti: L'elisir d'amore - John Pritchard/Chorus & Orchestra of the Royal Opera House, Covent Garden/Ileana Cotrubaș/Plácido Domingo/Ingvar Wixell, 1977 Sony
- Mozart: Idomeneo - Luciano Pavarotti/Gundula Janowitz/Neilson Taylor/Enriqueta Tarres/Richard Lewis/John Pritchard/London Philharmonic Orchestra & The Glyndebourne Chorus, Glyndebourne Enterprises - X5
- Strauss: Der Rosenkavalier, Op. 59 - Montserrat Caballé/Manfred Jungwirth/Teresa Zylis-Gara/Edith Mathis/John Pritchard/London Philharmonic Orchestra & The Glyndebourne Chorus, Glyndebourne Enterprises - X5
- Tippett: The Midsummer Marriage - Edith Coates/John Pritchard/Richard Lewis, Opera d'Oro
- Verdi, Traviata - Pritchard/Sutherland/Bergonzi, 1962 Decca
- Frederiça von Stade: French Opera Arias - Frederica von Stade/John Pritchard/London Philharmonic Orchestra, 1976 SONY BMG